# Norra Tornen

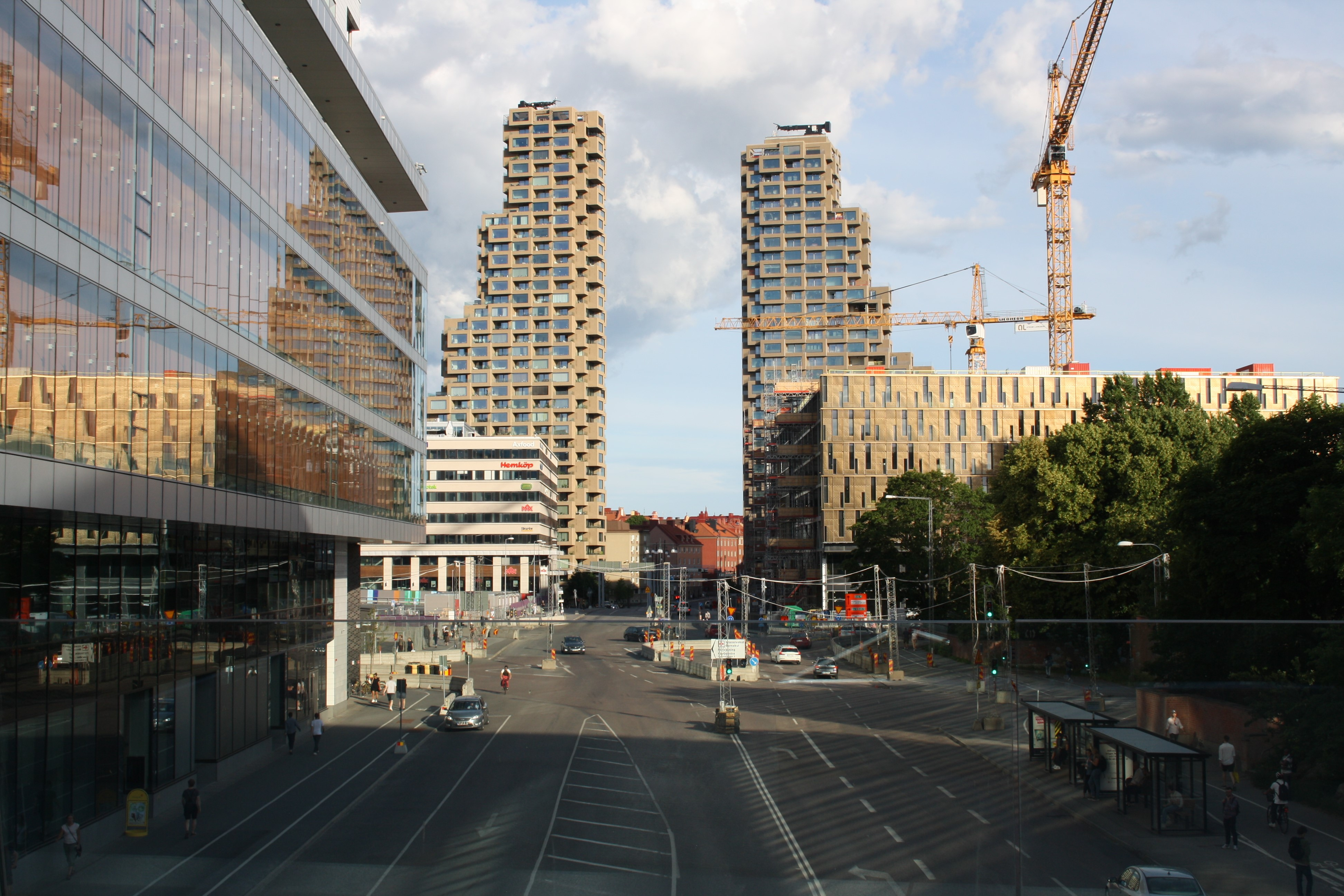
Die Norra Tornen vom Norden aus gesehen. Sie bilden ein Tor zur Innenstadt Stockholms.

Norra Tornen (schwedisch Norra tornen, deutsch „Nordtürme“) sind zwei Wohnhochhäuser in Stockholms Stadtteil Vasastaden in Schweden. Die 125 und 110 Meter hohen Türme wurden von dem niederländischen Architekturbüro OMA, gegründet von Rem Koolhaas, entworfen. Auf Grund ihrer Lage werden sie auch als „Tor nach Stockholm“ bezeichnet.
Der 125 Meter hohe Ostturm „Innovationen“  (links in nebenstehendem Bild) wurde im November 2018 eröffnet, der 110 Meter hohe Westturm „Helix“ wurde im Juni 2020 fertiggestellt. Bauherr ist Oscar Engelbert von Oscar Properties in Stockholm.

## Architektonische Merkmale
Der Entwurf des verantwortlichen Architekten Reinier de Graaf zeichnet sich durch ein modulares System an Betonfertigteilen aus, die sich in hunderten kastenartigen Erkern zu einer Fassade vereinen. Die Terrassen der Wohnungen liegen geschützt zurückversetzt. Die insgesamt 300 Wohneinheiten haben eine Fläche von 44 bis 271 m². Die Verwendung einer möglichst großen Zahl von Fertigteilen ermöglicht Bauarbeiten auch bei weniger als 5° Celsius und reduziert die Baukosten.
Die Gebäude wurden 2020 mit dem Internationalen Hochhauspreis ausgezeichnet. Die Jury würdigte die zeitlos-wegweisende Architektur; die Gebäude leisteten einen Beitrag zu einem stimmigen Stadtgefüge.